# Movie Tome
Movie Tome — развлекательный сайт, родственный сайту TV Tome и CNET TV.com. У TV Tome были телешоу, а у Movie Tome — тв-гиды.

## История
Сайт был создан не позднее августа 2003 года Джоном Несториаком III и принадлежал компании Collaborative Content, LLC, которая была приобретена CNET в январе 2005 года. Однако Несториак продолжал управлять сайтом до начала 2007 года. Movie Tome имел шесть общих форумов в дополнение к форуму для каждого фильма. На форумах были такие категории как: «О фильме Томе», «В театрах», «Видео», «В Доме искусства», «Классические фильмы» и «Киноиндустрия».
На каждой странице с информацией о фильме в «Кинофильме» присутствовали актеры, съемочная группа, синопсис, заметки, цитаты, киноляпы, ссылки и форум для обсуждения фильма. Также была возможность оценивать фильм от 1 до 10, средний голос отображается в левой части, а также ссылка на отзывы о фильме.
Названия были добавлены пользователями, и отдельный пользователь мог запросить статус диспетчера данных для заголовков, которые он хотел бы защитить от ошибок или вандализма. Тем не менее, большинство названий на сайте были недавно выпущены в винтажном стиле, с большим количеством названий до 2000 года, в основном американских.
Все участники TV Tome были также членами Movie Tome. Они сохранили свое членство в Movie Tome, когда TV Tome был преобразован в TV.com. Как правило, формат редактирования и представления был точно таким же, как и у оригинального TV Tome. Однако сайт в конечном итоге проявил интерес только к новым релизам; Нестрориак проигнорировал представленные новые названия для старых фильмов, даже с предложением выступить в качестве редактора.

## Новый MovieTome
7 декабря 2006 года CNET запустил новую версию сайта, изменив название на FilmSpot.com (аналогично преобразованию TV Tome в TV.com и, вероятно, в той же тенденции, что и GameSpot.com). Домен Movie Tome был перенаправлен на новый сайт 10 января 2007 года. FilmSpot был дочерним сайтом для TV.com, GameSpot и MP3.com. 14 ноября 2007 года имя веб-сайта было возвращено MovieTome, после того как было обнаружено, что «MovieSpot» уже является зарегистрированным доменным именем MGM.
После оперативного поглощения CNET в 2006 году сайт находился в «бета-стадии». Не было предоставлено никакой информации о том, как долго продлится этот этап, но все действия пользователей были приостановлены. Пользователи могли получить доступ к информации, уже находящейся на сайте по состоянию на конец 2006 года, но не могли ничего добавить. Даже «форумы сообщества» были заблокированы, и, в отличие от других управляемых пользователями разделов, к ним нельзя было получить доступ за пределами списка форумов, действующих во время оперативного поглощения CNET. Зарегистрированные пользователи из оригинального Movie Tome по-прежнему переносились, не могли даже добавить свои профили. «Контактная информация» не была предоставлена, не было страницы, идентифицирующей кого-либо из сотрудников сайта.
MovieTome был неожиданно закрыт 29 ноября 2010 года, перенаправив все URL-адреса MovieTome в раздел «Фильмы» в Metacritic. Причиной этого стало отсутствие посетителей и популярности сайта.

### Система оценок
Поскольку MovieTome все еще находился на стадии бета-тестирования, он еще не предлагал свои собственные обзоры; однако они использовали средний балл Метакритика. Оценка была основана на пятизвездочной системе, похожей на другие сайты с обзорами фильмов.
Сотрудники MovieTome сделали небольшие обзоры фильмов в своем разделе «В фокусе», но им не дали баллов и они не были перечислены на странице фильма, поэтому отзывы не считались официальными.

## Внешние ссылки
- Архивные версии Movie Time